# One Morning Left
One Morning Left war eine finnische Metalcore-Band aus Vaasa, die 2008 gegründet wurde.

## Geschichte
Die Gruppe, welche 2008 gegründet wurde, besteht derzeit aus Mika „Miksu“ Lahti (Gesang), Ari Levola (E-Gitarre), Tomi „Tomppa“ Salonen (Gesang, Schlagzeug), Tuomas „Teme“ Teittinen (Bassgitarre) und Veli-Matti Kananen (Keyboard). Noch im Gründungsjahr erschienen mit Panda Heart Penguin und Panda Heart Penguin Volume 2 bereits zwei EPs. Das Debütalbum The Bree-TeenZ erschien am 24. August 2011. The Bree-TeenZ erschien über Spinefarm Records und platzierte sich in den finnischen Charts auf Platz 30.
Am 1. Juli 2012 spielte die Gruppe auf dem Tuska Open Air Metal Festival, wo die Band auf der Musamaailma Club Stage zu sehen war.
Am 26. Mai 2013 teilte die Band auf ihrer offiziellen Facebook-Seite mit, dass der Bassist Tuomas Teittinen die Band verlassen hat. Gründe für das Verlassen der Band war angeblich die fehlende Motivation.
Im Frühjahr 2014 verkündete Schlagzeuger und Sänger Tomi Takamaa, dass er die Band verlassen wird. Kurz darauf gab die Band bekannt, dass ihr neuer Schlagzeuger Niko Hyttinen ist, der früher in Bands wie Cold Cold Ground und Snow Whites Poison Bite gespielt hat. Sie gaben auch bekannt, dass der neue Sänger Leevi Luoto sein wird.
Am 16. Dezember 2015 gab die Band bekannt, dass sie aus dem Label Spinefarm Records ausgestiegen und mit dem amerikanischen Label Imminence Records für die nordamerikanischen und ozeanischen Territorien unterschrieben hatten. Sie haben auch die Veröffentlichung ihres dritten Albums Metalcore Superstars für den 22. Januar 2016 angekündigt.
Im Mai 2021 veröffentlichte die Band ihr viertes Studioalbum Hyperactive unter dem deutschen Label Arising Empire. Im Frühjahr 2022 tourte die Band dann mit Electric Callboy und Blind Channel durch Europa. Im Herbst spielten sie zudem auf der ersten Ausgabe des von Electric Callboy ausgerichteten Escalation Fest. Ihre Headline-Tour mussten One Morning Left jedoch wegen zu schlechter Ticketverkäufe absagen.
Am 26. September 2022 gab die Band via Instagram Juuso Turkki als neuen Gitarristen bekannt, der sie zuvor auch schon bei der Tour mit Electric Callboy unterstützt hatte. Im gleichen Atemzug wurde der Ausstieg von Schlagzeuger Niko Hyttinen bekanntgegeben. Mit Dennis Hallbeck wurde bereits wenige Monate später ein Nachfolger gefunden.
Im Oktober 2024 erschien dann mit Neon Inferno ein weiteres Studioalbum der Band. Wenig später kehrten One Morning Left für einige Headlineshows zurück nach Deutschland.
Anfang 2025 wurde bekannt, dass die Gruppe mit dem Lied Puppy beim Uuden Musiikin Kilpailu, dem finnischen Vorentscheid zum Eurovision Song Contest teilnehmen sollten. Am 22. Januar wurde die Gruppe wegen eines Vertragsbruches vom Wettbewerb ausgeschlossen. Am gleichen Tag veröffentlichten die Musiker eine Stellungnahme, in der sie die sofortige Auflösung der Band bekanntgaben, nachdem Grooming-Vorwürfe gegen Sänger Mika Lahti erhoben wurden.

## Stil
Die Band vermischt klassischen Metalcore mit Einflüssen des Screamo und Eurodance. Dieser Mix wird als Trancecore bezeichnet. Die Songtitel sowie deren Inhalt sind meist auf eine humorvolle Ebene gestaltet. One Morning Left wurde bereits als die finnische Adept-Version beschrieben. Die Texte der Band werden allesamt auf Englisch verfasst.

## Diskografie

### Alben
- 2011: The Bree-TeenZ
- 2013: Our Sceneration
- 2016: Metalcore Superstars
- 2021: Hyperactive
- 2024: Neon Inferno

### EPs
- 2008: Panda Loves Penguin
- 2009: Panda Loves Penguin Vol. 2

### Singles
- 2011: !liaf cipE
- 2014: The Star of Africa
- 2015: You're Dead, Let's Disco!
- 2016: Metalcore Superstars Remixed
- 2020: Neon Highway
- 2021: Ruby Dragon
- 2021: Sinners Are Winners
- 2021: Ruthless Resistance
- 2021: Creatvres
- 2021: Beat It
- 2021: Intergalactic Casanova
- 2022: Tonight
- 2023: "Neon Inferno"
- 2024: "Emerald Dragon"
- 2024: "Summerlovin"
- 2024: "Michel,the Knight"